# Zgrada pučke škole Komor
Zgrada pučke škole Komor nalazi se na sjevernoj strani trga ispod župne crkve Sv. Barbare u Bedekovčini.
Izgradio ju je 1845. godine župnik Franjo Magdalenić, većim dijelom vlastitim sredstvima i uz pomoć zagrebačkog nadbiskupa i kardinala Jurja Haulika, kolatora župe Ljdevita Bedekovića i Tome Bedekovića. Sami župljani dali su radnu snagu pri izgradnji. Školska zgrada ima prizemlje i kat. Na katu je dvorana za 90 do 100 učenika i stan učitelja s obitelji, a u prizemlju je također jedna soba i stan za orguljaša i obitelj. Objekt ima podrum. Zgrada je solidno sagrađena od cigle i kamena, a pokrivena crijepom.
Na kraju 19. stoljeća načelnik općine Ivan Brajdić i tvornica Zagorka obnovili su kompletnu zgradu i sazidali krušnu peč.
Župnik Janko Dumbović 1953. objekt škole daje Dobrovoljnom vatrogasnom društvu Bedekovčina. Društvo objekt koristi do 1997. kada ga predaje Oćini Bedekovčina.
Općina Bedekovčina na zgradi popravlja krov, no zgradi za sada ne nalazi novu funkciju.

## Vanjske poveznice
- Službene stranice Općine Bedekovčina